# Anne-Laure Mignerey Condevaux
Anne-Laure Mignerey Condevaux (Ambilly, 16 luglio 1973) è un'ex biatleta e fondista francese.

## Biografia

### Gli inizi nello sci di fondo
Iniziò praticando lo sci di fondo: in Coppa del Mondo esordì il 7 dicembre 1996 a Davos (68ª) e ottenne i primi punti il 10 dicembre 1998 il 10 dicembre 1998 a Milano (23ª).
Prese parte a un'edizione dei Giochi olimpici invernali, Nagano 1998 (64ª nella 5 km, 11ª nella staffetta) e ai Mondiali di Trondheim 1997 (37ª nella 15 km il miglior piazzamento). Partecipò anche ad alcune granfondo, gareggiando in Marathon Cup e vincendo la Transjurassienne nel 2004.

### Il passaggio al biathlon
Dal 2003 si è dedicata prevalentemente al biathlon; in Coppa del Mondo esordì il 20 gennaio 2005 ad Anterselva (22ª) e ottenne l'unico podio il 13 febbraio successivo a Torino Cesana San Sicario (2ª).
Prese parte a un'edizione dei Campionati mondiali, Hochfilzen/Chanty-Mansijsk 2005 (4ª nella staffetta il miglior piazzamento).

### Il ritorno allo sci di fondo
Nella stagione 2006-2007, l'ultima prima del ritiro, tornò al fondo, gareggiando in Marathon Cup ma ottenendo anche il suo miglior piazzamento in Coppa del Mondo: 12ª a La Clusaz il 7 dicembre 2006.

## Palmarès

### Biathlon

#### Coppa del Mondo
- Miglior piazzamento in classifica generale: 66ª nel 2005
- 1 podio (a squadre):
  - 1 secondo posto

### Sci di fondo

#### Coppa del Mondo
- Miglior piazzamento in classifica generale: 56ª nel 1998

#### Marathon Cup
- Miglior piazzamento in classifica generale: 23ª nel 2002